# Condizione della donna in Libano

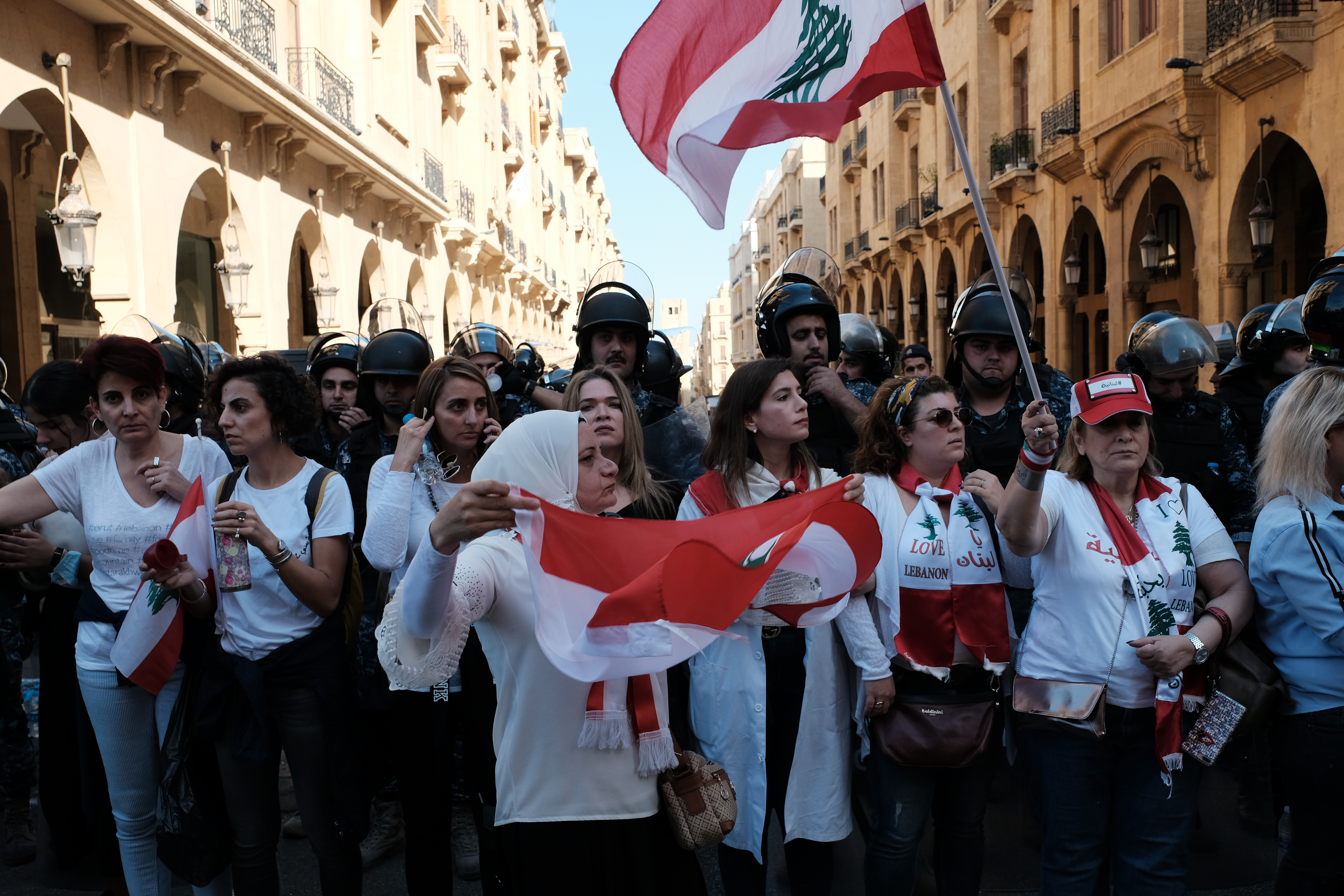
Donne protestano a Beirut nel 2019

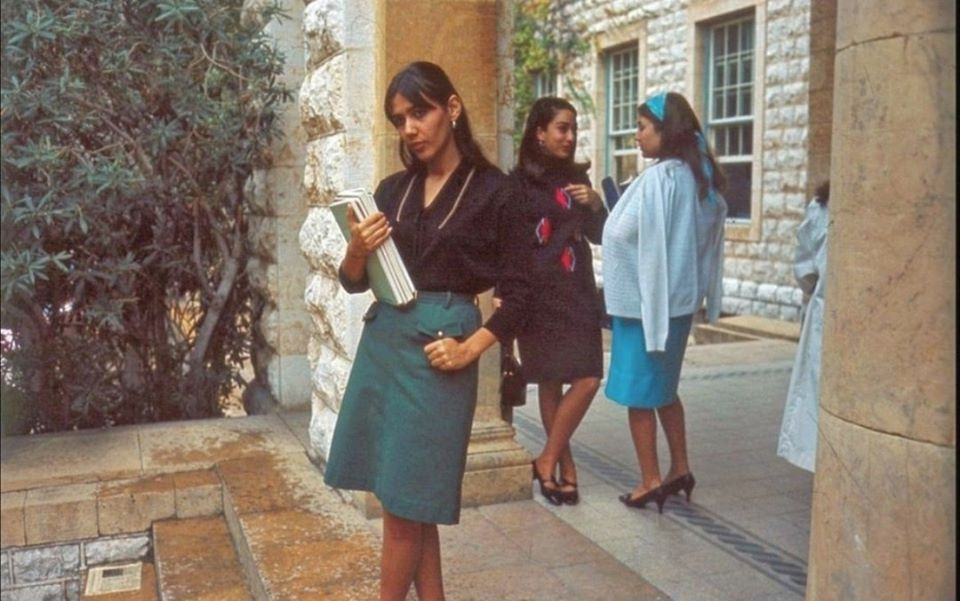
donne di Beirut 1966

Nonostante il Libano sia un paese arabo fortemente influenzato dalla cultura occidentale, i diritti delle donne sono ancora fortemente limitati e disomogenei all'interno del paese, a causa delle forti disuguaglianze sociali e religiose (l'ultimo censimento consultabile riguardo alle religioni nel Paese era, fino al 2019, risalente al 1932) e a causa della Costituzione libanese (la quale contiene gli stessi diritti che le donne francesi beneficiavano negli anni '20 del XX secolo) che mai, dal 1926, è stata ancora modificata.
Tuttavia, è innegabile che nel corso degli ultimi anni, a partire dalla prima donna ministro nel Paese nel 2004, vi siano stati fatti dei progressi in ambito politico per quanto riguardano i diritti delle donne.
Le donne hanno ottenuto il diritto di votare nel 1952 e il divorzio è stato legalizzato con la legge n.188 del 1959.
Il 4 agosto 2011 il delitto d'onore è stato abolito nel paese, abolendo quindi eventuali sconti di pena per coloro che avessero ucciso la loro moglie/famigliare in caso di onore macchiato.
Dal 1º aprile 2014 vi è la prima legge a tutela della violenza contro le donne, mentre il 16 agosto 2017 è stato abolito il matrimonio riparatore.

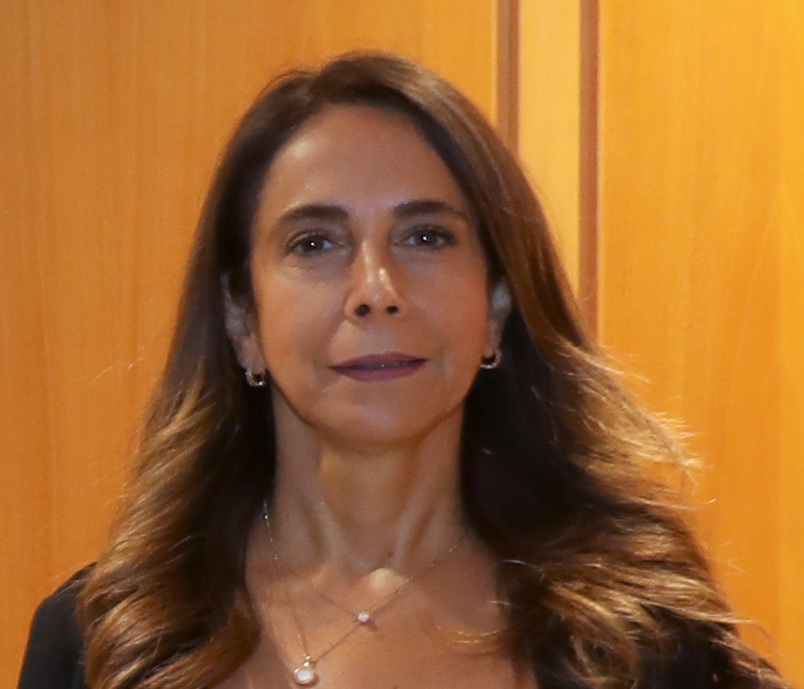
Zeina Akar classe 1964, di minoranza greco-ortodossa è la prima donna vicepremier libanese e prima donna ministro della difesa (dal 2020 al 2021)

Secondo il Global Gender Gap Report 2019, Il Libano occupa la 145ª posizione su 153 paesi analizzati in tutto il mondo, sotto all'Oman di una posizione, e sopra all'Arabia Saudita di una sola posizione, con un punteggio di 0,599/1,000; 139ª su 153 paesi per quanto riguarda la partecipazione lavorativa, con un punteggio di 0,442 su 1,000.
Nel 2021 la posizione migliora sensibilmente, salendo al 132º posto su 156 paesi analizzati, registrando un netto miglioramento di punteggio rispetto al passato (sale a 0,638 su 1,000), sotto la Giordania di una posizione e sopra la Turchia di una posizione.
Tuttavia la sua posizione rimane svantaggiata rispetto a molti altri paesi del mondo a causa dell'ancora bassissima partecipazione femminile in ambito politico ed amministrativo, la necessità di migliorare la legge contro la violenza sulle donne (dovuta all'assenza dell'aggravante per quanto riguarda il reato di stupro coniugale) e la mancanza delle quote rosa.
Vi sono inoltre delle mancanze riguardo eventuali protezioni per le lavoratrici madri; solo il 26,3% delle donne libanesi lavora; solo l'8,4% delle donne lavoratrici sono manager o legislatori; i lavoratori tecnici e professionisti in Libano sono composti però dal 48,3% delle donne.
Il tasso di istruzione femminile è del 93,3%, ma solo il 51,2% di loro ha concluso gli studi secondari (liceo o scuola superiore di secondo grado).
La speranza di vita sana femminile in Libano è di 66,8 anni. Solo il 4,7% dei parlamentari nell'ultima legislatura erano donne e solo il 3,4% di loro ricoprivano cariche ministeriali (anche se nel sondaggio non è presente la percentuale di donne ministro durante il governo Diab (gennaio 2020), che ha avuto con sé 6 donne ministro su 23). L'età media del primo figlio è di 29,8 anni, e i figli in media sono 2,09 a donna.
Su 100.000 donne, 29 di loro muoiono di parto naturale. Circa il 10,4% delle donne libanesi sperimenta violenza fisica nel corso della propria vita.
Al 2024, nessuna donna ha mai ricoperto la carica di presidente della Repubblica, di primo ministro, e nemmeno di speaker del Parlamento libanese.

## Leggi di tutela femminile e problemi religiosi
La Costituzione libanese, redatta dalla Francia nel 1925 sulla base del codice napoleonico, vige intatta sin dal 1926. A differenza della legislazione ottomana, secondo la quale la cittadinanza poteva essere trasmessa da entrambi i genitori, quella francese poneva la donna sotto la totale giurisdizione dell'uomo (prima il padre, poi il marito), così come quella ancora in vigore in Libano (ex protettorato francese).
A causa del gran numero di religioni ufficialmente riconosciute in Libano il diritto di famiglia è disciplinato da almeno 15 codici differenti; facendo così trovare le donne ad usufruire di una protezione legale che può variare sensibilmente a seconda della religione d'appartenenza. 

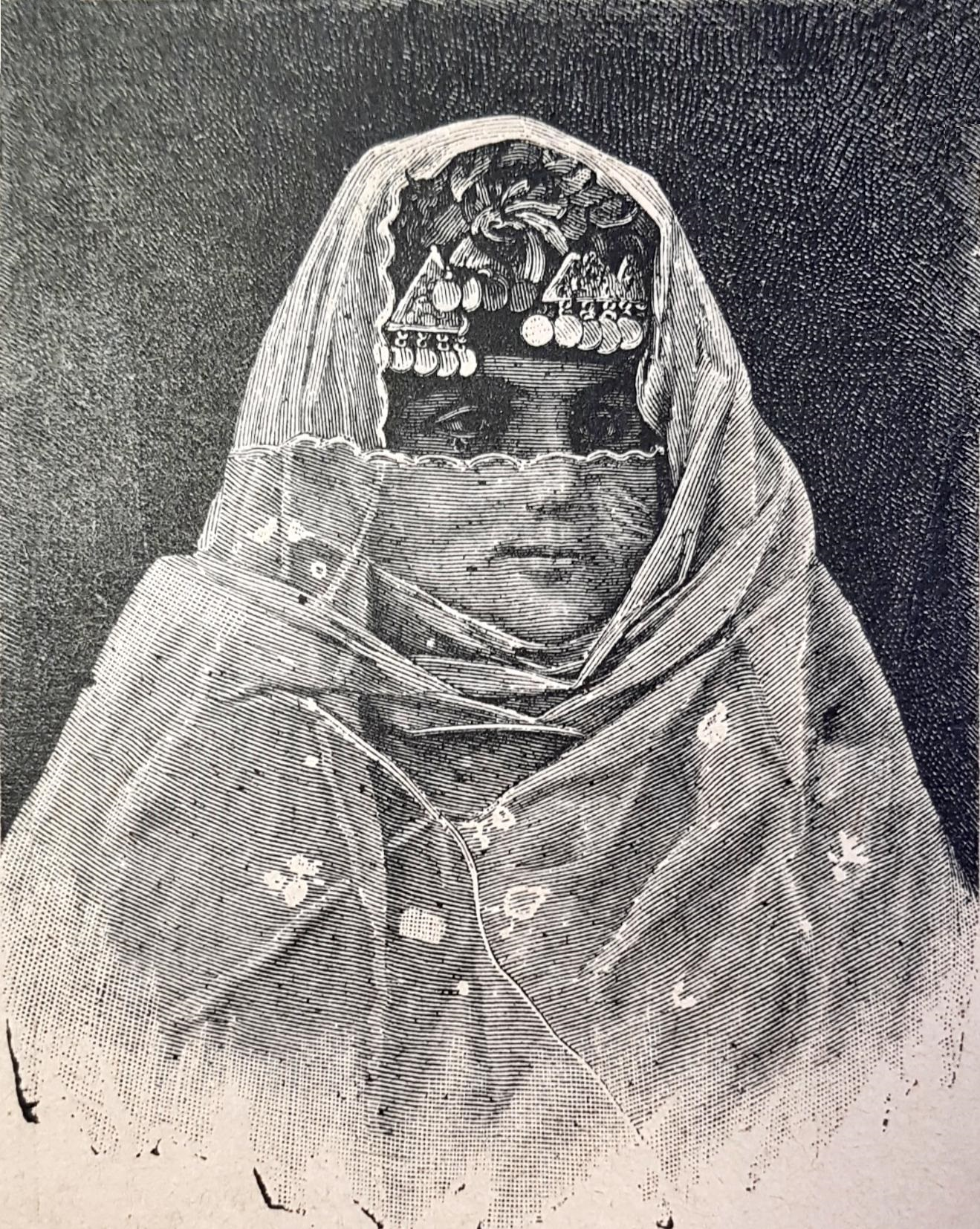
Donna di Beirut (XIX secolo circa)

Le donne musulmane possono legalmente sposare uomini cristiani o ebrei; mentre un uomo musulmano può sposare una donna cristiana a condizione che il figlio venga in seguito battezzato.
I coniugi possono comunque contrarre matrimonio civile all'estero (come nella vicina Cipro o Israele), il quale sarà registrato dall'ambasciata libanese, e verrà riconosciuto ufficialmente valido in Libano.

L'età consentita per il matrimonio può essere anche di 12 anni se la sposa è musulmana e la poligamia viene permessa se il marito è musulmano; l'autorità parentale appartiene al patriarca della casa che è anche il tutore legale di tutti i minori (sempre se musulmani). Le donne musulmane in Libano ricevono meno eredità del maschio. 

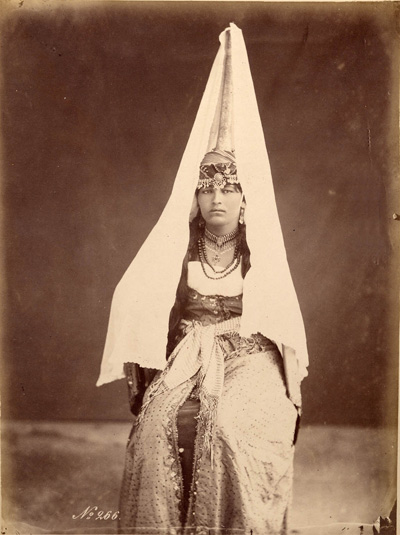
Una donna drusa nella regione Shouf, oggi attuale Libano (Bonfils 1870)

I figli di una donna libanese e di uno straniero (che siano o meno legittimi), a prescindere dalla religione non hanno il diritto ad ottenere la nazionalità.

## Violenza contro le donne
Negli ultimi anni le ONG locali e regionali hanno contribuito ad aumentare il livello di consapevolezza nei riguardi della violenza commessa contro le donne in Libano;
La legislazione dello stato non riconosce il concetto di stupro coniugale ed il tentativo di inserirlo nel codice penale è stato a più riprese attaccato dagli integralisti religiosi.

### Leggi a tutela della violenza domestica
Il 1 aprile 2014, il Parlamento libanese approva, per la prima volta, una legge volta a contrastare il fenomeno della violenza contro le donne nel paese. Ciò avvenne dopo le numerosissime proteste che si propagarono nel paese dopo l'omicidio della trentatreenne Manal Assi due mesi prima, il 4 febbraio 2014, e della morte di Roula Yaacoub, uccisa dal marito il 7 luglio 2013 a Halba.
Già nel 2007 una proposta di legge contro la violenza contro le donne venne depositato per la prima volta in Parlamento. Incominciò la discussione, ma dopo 5 anni, nel 2012, ancora nessuna legge era stata approvata.
Nello stesso anno il Parlamento modificò il disegno di legge relativo alla violenza domestica stralciando il reato di stupro coniugale e violenza verbale per tutela contro la violenza delle donne a causa delle limitazioni imposte dalle autorità religiose, le quali avevano affermato che in caso contrario avrebbero lanciato una campagna televisiva contro la legge.
Nonostante ciò, dopo lo stralcio dello stupro coniugale (punibile solo in considerazione delle ferite fisiche riportate) il progetto di legge era stato duramente contestato dalle ONG locali e dalle associazioni femministe libanesi, le quali asserirono che con tutte le modifiche avvenute negli ultimi anni questo progetto di legge fosse effettivamente diventato quasi inutile, anche perché la tutela data alla donna non includeva (e tutt'oggi ancora non include) i figli e la protezione della singola donna (da richiedere ad uno speciale ufficio della Procura) non sempre è garantita sette giorni su sette.
Secondo un sondaggio del 2014, in occasione dell'approvazione della legge, le segnalazioni per violenza fisica e sessuale arrivano con una media di 5/6 segnalazioni al giorno.
Lo stesso sondaggio ha messo in evidenza come alle donne in Libano vengano precluse oltre 70 professioni, con accesso limitato a servizi sociali, educazione e sanità e frequenti discriminazioni scolastiche e rifiuti in ambito lavorativo (paghe basse e soprusi in caso di assunzione).
Nel 2022, secondo lo Statistic Lebanon ltd, il 96% di donne e ragazze vittime di violenza domestica che vivono in Libano non avevano denunciato prima per svariati motivi, come paura di non avere giustizia, di non essere prese seriamente in considerazione, di essere rifiutate dalla società o dalla famiglia, della reazione dell’abusatore e di perdere i figli.
Altre ragioni sono: non sapere di poter essere aiutate, denunciare una violenza non è una priorità in questo momento di crisi, accettazione passiva della realtà, aspettare di lasciare il paese per denunciare.

### Abolizione del matrimonio riparatore
Il 16 agosto 2017 gli articoli del codice penale che rendevano ancora possibile il matrimonio riparatore sono stati abrogati. In ogni caso le politiche del governo continuano ad essere molto carenti, e i tentativi di migliorare la situazione della violenza domestica hanno incontrato forti resistenze da parte di gruppi religiosi sia musulmani che cristiani.

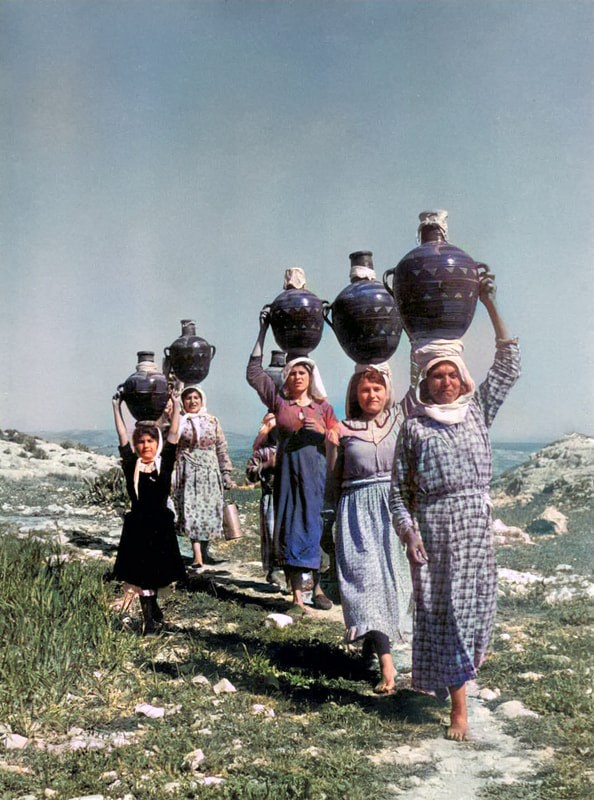
Donne libanesi a Zefta, 1960 circa

Secondo le stime dell’associazione Kafa del 2012, almeno tre quarti delle donne libanesi sperimenta, a un certo punto della propria vita, la violenza tra le mura domestiche.
Se denunciato, il maltrattamento finisce quasi sempre di fronte a tribunali confessionali-cristiani come musulmani-competenti in materia civile: tribunali che, secondo il secolare controllo sulla vita della comunità, continuano a dar ragione ai coniugi maschi.
Nel settembre 2020 è stato abolito il sistema di garanzia delle lavoratrici e badanti straniere in Libano, le quali, fino ad allora, potevano anche essere trattate come schiave.

## Le donne libanesi in ambito politico

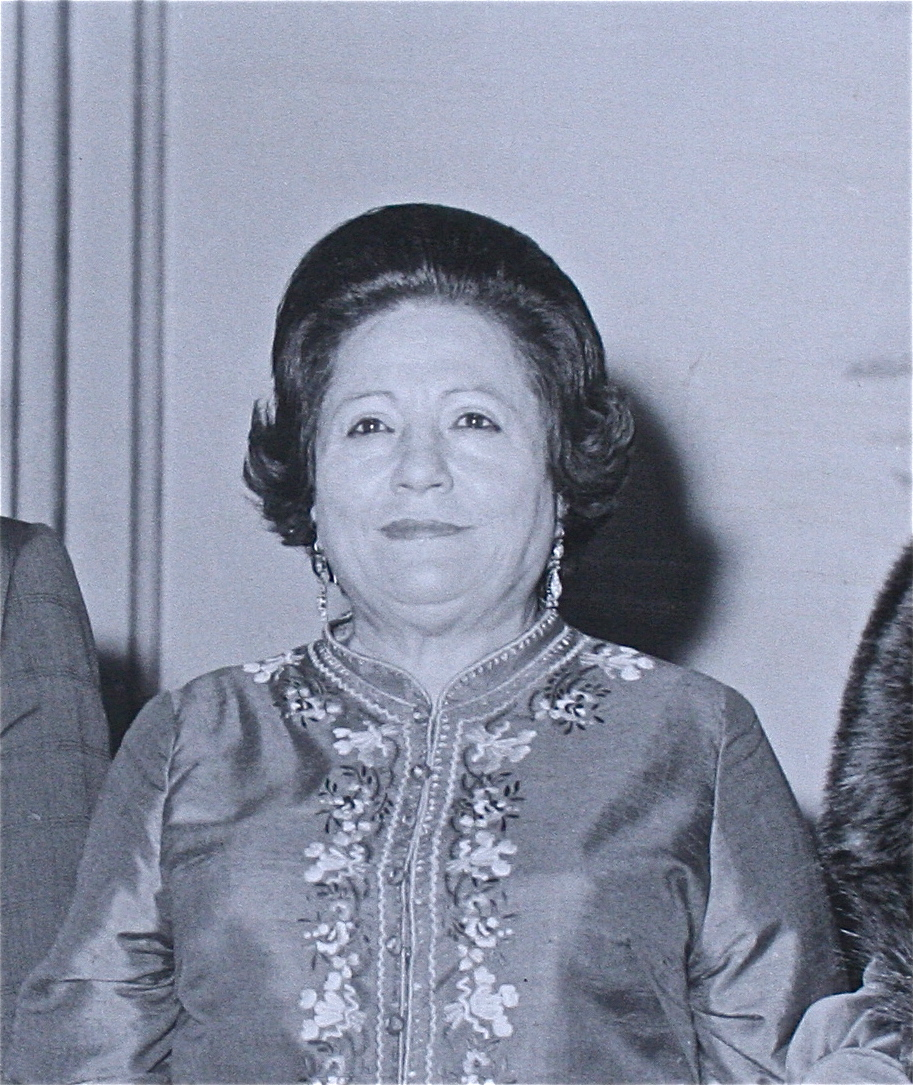
Mounira Solh (1911-2010) la prima donna candidata Parlamentare in Libano (1960)

Il 6 gennaio 1932 Nina Helou (1904-1989) diventa la prima donna avvocato registrato in Libano, di cittadinanza libanese, in quanto già nell'ottobre 1931 Paulette Ameslend Tamer, di nazionalità francese, era diventata la prima donna a registrarsi nel Libano francese, come avocato.
Diventerà poi first lady nel Paese, in quanto moglie del Presidente della Repubblica Charles Helou (dal 23 settembre 1964 al 22 settembre 1970).
La prima donna avvocato (non registrato) fu invece Selima Abi Rashed (1887-1919) nel 1914.
Intanto, nel 1965, Katina Gholam e Georgette Arbid Chidiac diventano le prime due donne giudici.
Nayla Tueni Maktabi giornalista e politica libanese, membro del Parlamento dal 2009 al 2018, diventa rappresentante del distretto di Achrafieh; mentre nel 2020 Sethrida Tawk Geagea politica libanese diventa rappresentante del distretto di Bsharri.
Il diritto di voto è stato concesso alle donne nel 1952, l'anno dopo, nel 1953, le donne votarono per la prima volta.
Nel 1960 Mounira Solh (19 settembre 1911-27 novembre 2010) diventa la prima a candidarsi come parlamentare nel Paese, senza tuttavia riuscirci.
Ha inoltre fondato, nel 1959, l'Istituto Disabilità Al Amal e, nel 1984, l'Associazione Genitori dei bambini con disabilità mentali.
La prima donna parlamentare sarà, tuttavia, Myrna Bustani nel 1963.
Per combattere la bassissima partecipazione femminile in politica il Concilio delle Donne Libanesi (LWC) tenne una conferenza nel 1998, dove vennero proposte per la prima volta le quote rosa, con lo scopo di inserire l'uguaglianza delle donne in Parlamento.

Il governo in ogni caso non tenne conto delle richieste delle femministe e attualmente manca una quota minima di donne in Parlamento da rispettare. 

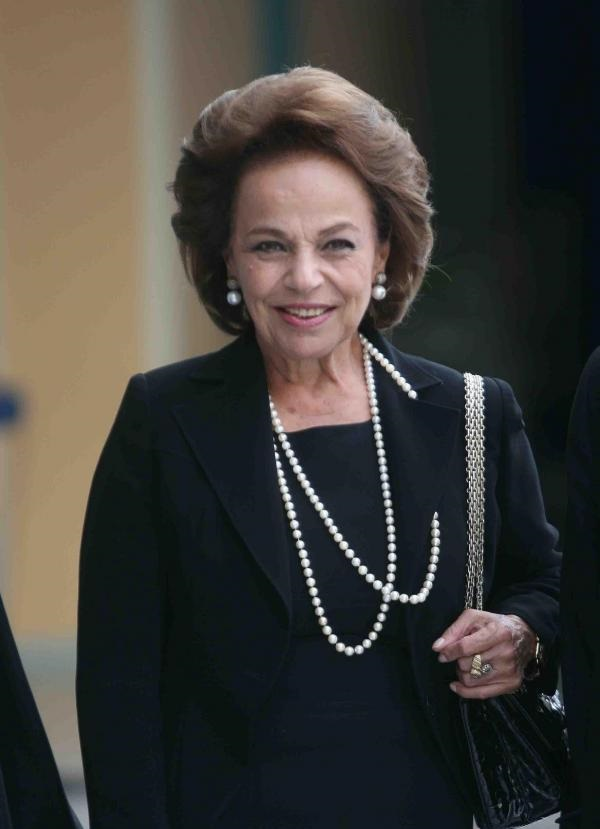
Nayla Moawad, ministro degli affari sociali dal 2005 al 2008

Tutti e 18 i partiti politici in Libano hanno un leader uomo, e 7 dominano la sfera politica. Le donne, in questo caso, possono essere una parte importante del partito e possono prendere parte della guida del partito a causa di morte improvvisa del leader. 

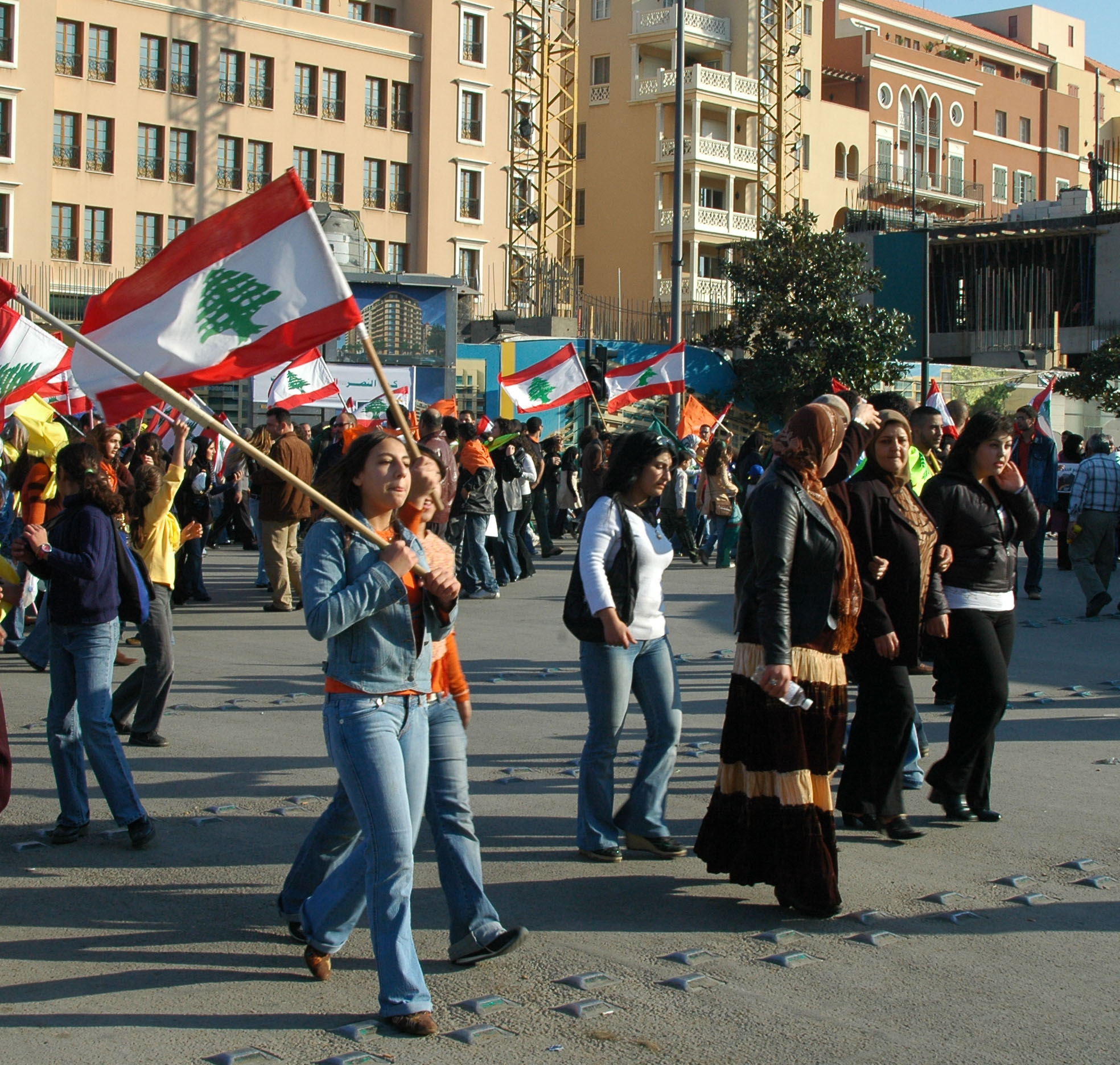
donne protestano a Beirut nel 2005

## Donne ministro
Il 21 ottobre 2004 il primo ministro Omar Karami (già premier dal 1990 al 1992) ha nominato per la prima volta due donne a capo di un ministero nel suo nuovo Governo, il quale fu attivo dal 26 ottobre: la 58enne Leila Al Solh (figlia più piccola di Riad Al Solh primo ministro del Libano dal 1946 alla sua morte 1951) diventa ministro dell'industria; Wafaa Hamza diventa invece ministro di Stato.
Da allora solo nei primi due governi con Najib Mikati (19 aprile 2005-19 luglio 2005; 13 giugno 2011-6 aprile 2013), nessuna donna ha ricoperto il ruolo di ministro.
Il Governo diede le dimissioni il 28 febbraio 2005, a seguito delle proteste sull'uccisione di Rafik Hariri (ex primo ministro dal 31 ottobre 1992 al 4 dicembre 1998, e dal 23 ottobre 2000 al 21 ottobre 2004) il 15 febbraio. Il 16 giugno 2022 tre membri di Hesbollah vennero condannati all'ergastolo per l'omicidio di Hariri, di 17 anni prima.

Bahia Hariri (1952), ministro dell'istruzione dal 2008 al 2009

Il 19 luglio 2005 il premier Fouad Siniora nomina per la terza volta una donna ministro: è stata Nayla Moawad, questa volta, a ricoprire la carica di ministro degli affari sociali (in precedenza first Lady nel 1989, come moglie del Presidente René Moawad).
L'11 luglio 2008, sempre con Siniora, ma sta volta in un nuovo Governo, Bahia Hariri, sorella del premier Rafik Hariri (1944-2005), diventa ministro dell'educazione e dell'Istruzione; ma sarà sempre l'unica donna a capo di un ministero durante un Governo. È stata inoltre membro del Parlamento Libanese per 30 anni, dal 1992 al 2022 e leader del Movimento del Futuro al Parlamento dal 2018 al 2022.
Dal suffragio universale al 2009, le donne al Parlamento sono state solamente 17; nello stesso anno, infatti, secondo Le Monde Diplomatique in Libano solo il 3.1% dei seggi eano stati occupati da donne (durante il Governo Hariri del novembre 2009); mentre in Siria la percentuale era del 12.4%, in Tunisia del 22.8% e in Iraq del 25%".
Nelle elezioni parlamentari del 2009 solo 4 donne hanno seduto in Parlamento: tutte provenienti da famiglie ricche e ben conosciute all'interno del Paese, e solo 4 donne erano riuscite a diventare ministro. 

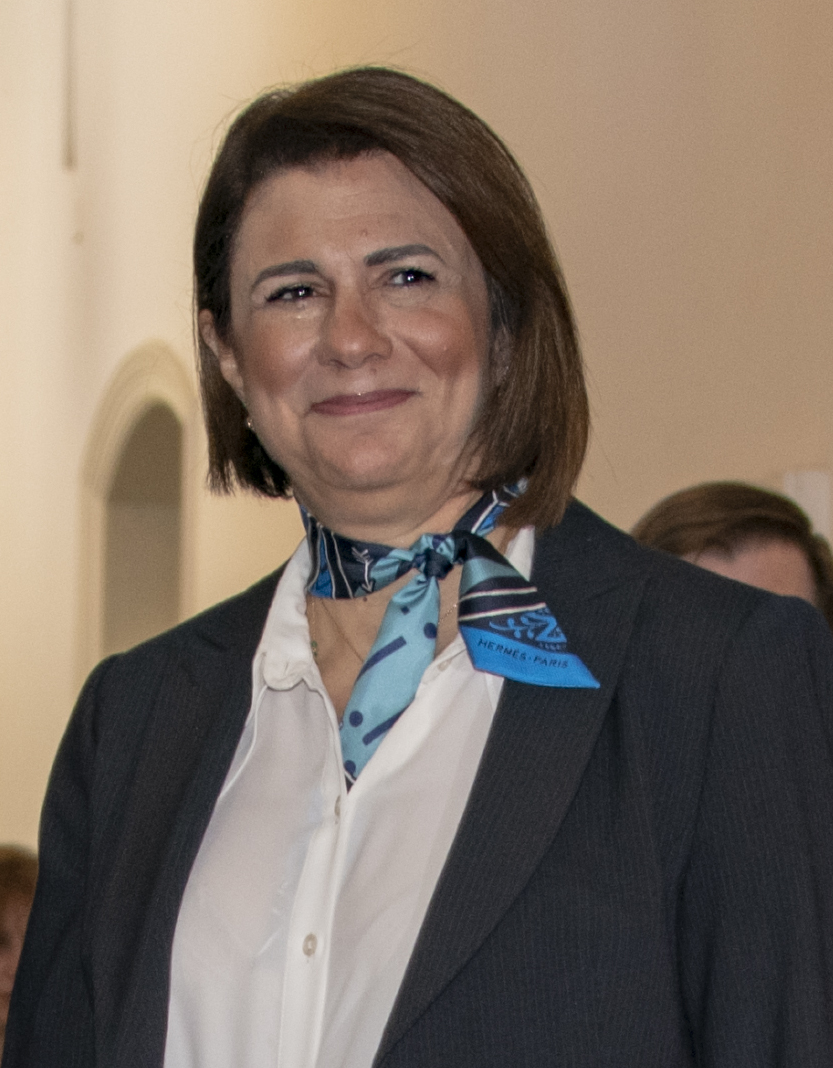
Raya El Hassan, ministro dell'Interno dal 2019 al 2020

Il 9 novembre 2009, con la nascita del Governo a capo del premier Saʿd Ḥarīrī (durato fino al 2011), vi sono di nuovo due donne ministro: Mona Ofeich, avvocatessa e ministro senza portafoglio, e Raya El Hassan, ministro delle finanze.
Tuttavia, quando iI 13 giugno 2011, dopo che il Presidente della Repubblica Michel Suleiman nominò Najib Mikati per la seconda volta primo ministro, quest'ultimo non incluse alcuna donna all'interno del nuovo Governo, nominandone una come ministro delle riforme amministrative nel suo successivo Governo il 6 aprile 2013: la 52enne diplomatica Najla Riachi.
Dopo l'esperienza Mikati, il 15 febbraio 2014, il premier Tammam Salam (figlio dell'ex premier Saeb Salam) nomina Alice Shabtini come ministro dei rifugiati.
Il 18 dicembre 2016, dopo la fine del Governo Salam, viene nominato per la seconda volta come premier Saʿd Ḥarīrī, che anche questa volta nomina solamente una donna ministro: Inaya Ezzedine come ministro per lo sviluppo economico.
Tuttavia, il 31 gennaio 2019, con il suo nuovo governo, per la prima volta la quota di donne ministro passa a ben cinque:
- Nada Boustani è ministro dell'acqua e dell'energia
- Violette Khairallah Safadi come ministro dello sviluppo economico e delle donne e della gioventù
- May Chidiac ministro degli sviluppi amministrativi
- Camille Abou Sleiman ministro del lavoro dal 31 gennaio 2019 al 21 gennaio 2020.
- Raya Haffar El Hassan come prima donna ministro degli Interni e delle municipalità in Libano (e in tutto il mondo arabo).

Il 21 gennaio 2020, con il primo Governo guidato da Hassan Diab, le donne ministro stavolta diventano addirittura 6:
- Marie-Claude Najm diventa ministro della giustizia
- Lamia Yammine ministro del lavoro
- Manal Abdel Samad ministro delle Informazioni
- Ghada Chreim Ata (professoressa universitaria di letteratura francese) diventa ministro dei rifugiati
- Vartine Ohanian ministro dello sport e della gioventù.
- Zeina Akar prima donna vicepremier e ministro della difesa[12]

Circa 8 mesi dopo, il 10 agosto 2020, a causa della difficoltà a gestire l'emergenza scaturita dall'esplosione del porto di Beirut, il premier ha dato le dimissioni.
Tuttavia, il governo è stato in carica fino al 10 settembre 2021, fino alla nascita di un nuovo governo con a capo Najib Mikati.
Dal 10 settembre 2021 Najla Riachi è l'unica donna, a fianco di 23 uomini, a ricoprire la carica di ministro (senza portafoglio per le Riforme amministrative), nel nuovo Governo Mikati, il quarto con a capo quest'ultimo.
Il 23 giugno 2022, dopo le elezioni del 16 maggio scorso, il Presidente della Repubblica Michel Aoun ha incaricato di nuovo il premier Mikati di formare, per la quinta volta, un nuovo governo, tuttavia non ancora formatosi.
Dall'8 febbraio 2025, con la formazione del nuovo governo guidato da Nawaf Salam, vi sono 5 donne ministro: 
- Tamara El Zein come ministro dello sviluppo
- Hanine Sayyed come ministro degli affari sociali
- Rima Karami come ministro dell'educazione
- Laura Lahoud come ministro del turismo
- Nora Bayrakdarian come ministro dello sport e della gioventù

## Sondaggi
Secondo un sondaggio del 2014 effettuato in Egitto, Tunisia, Turchia, Iraq, Arabia Saudita, Pakistan e Libano, il 2% dei musulmani intervistati in Libano ha ritenuto giusto che una donna dovesse indossare il burqa come abito obbligatorio nel Paese, mentre l'1% ha optato per il niqab, il 3% per lo chador, il 32% ha scelto l'Al-Amira, il 12% l'hijab, mentre il 49% ha affermato che una donna dovesse girare senza velo.
Il 49% degli intervistati ha ritenuto giusto che una donna scegliesse sempre cosa indossare liberamente (la percentuale più alta in tutti i paesi analizzati).

## Personalità politiche e artistiche rilevanti libanesi
Nell'ambito politico abbiamo anche Myrna Emile Bustani, avvocatessa e parlamentare, e Tracy Chamoun, che è anche una diplomatica. Amal Alamuddin, avvocatessa libanese e moglie di George Clooney, è specializzata in diritto internazionale e diritti umani. Tra le donne arabe più influenti al mondo ha difeso Julian Assange e Yulia Tymoshenko.
Nadine Labaki regista e attrice libanese, classe 1974, ha girato film libanesi conosciuti anche all'estero come: E ora dove andiamo? (2011) e Cafarnao - Caos e miracoli (2018). Come cantanti possiamo annoverare Nancy Ajram e Haifa Wehbe.
Due scrittrici molto importanti in Libano sono invece state Mayy Ziyade e Zaynab Fawwaz (1860-1914), la quale nel 1899 divenne la prima donna araba a scrivere un romanzo, mentre nel 1893 fu sempre la prima donna a scrivere una novella.